# Temporada da ProB de 2021-22
A Temporada da ProB de 2020–21 foi a 15.ª edição da competição de terciária do basquetebol masculino da Alemanha segundo sua pirâmide estrutural. É organizada pela 2.Bundesliga GmbH sob as normas da FIBA e é dividida em ProB Sul e ProB Norte.

## Clubes Participantes
| ProB                    | ProB              | ProB                          | ProB        |
| Grupo Norte             | Grupo Norte       | Grupo Sul                     | Grupo Sul   |
| Clube                   | Localização       | Clube                         | Localização |
| ----------------------- | ----------------- | ----------------------------- | ----------- |
| ART Giants Düsseldorf   | Düsseldorf        | Arvato College Wizards        | Carlsrue    |
| BSW Sixers              | Anhalt-Bitterfeld | Basketball Löwen              | Erfurt      |
| Dragons Rhöndorf        | Bad Honnef        | BBC Coburg                    | Coburgo     |
| EN Baskets Schwelm      | Schwelm           | Ahorn Camp BIS Baskets Speyer | Speyer      |
| ETV Hamburg             | Hamburgo          | Depant Gieẞen 46ers II        | Gieẞen      |
| Iserlohn Kangaroos      | Iserlohn          | Dresden Titans                | Dresda      |
| Lok Bernau              | Bernau bei Berlin | Ebbecke White Wings Hanau     | Hanau       |
| RheinStars Köln         | Colônia           | EPG Baskets Koblenz           | Coblença    |
| SBB Baskets Wolmirstedt | Wolmirstedt       | FC Bayern München II          | Munique     |
| TKS 49ers               | Stahndorf         | Fraport Skyliners Junior      | Francoforte |
| SC Rist Wedel           | Wedel             | Orange Academy                | Ulm         |
| WWU Baskets Münster     | Münster           | TSV Oberhaching               | Oberhaching |

## Formato
A competição é disputada por 24 equipes divididas em dois torneios distintos de temporada regular, Sul e Norte, onde as equipes se enfrentam com jogos sendo mandante e visitante, determinando ao término desta as colocações do primeiro ao último colocados. Prevê-se a promoção à 2.Bundesliga ProA aos dois finalistas dos playoffs.

## Temporada Regular

### Tabela de Classificação

#### Norte
| Pos. | Clube                   | J  | V  | D  | Pts. | PF   | PC   | Dif. | Classificação |
| ---- | ----------------------- | -- | -- | -- | ---- | ---- | ---- | ---- | ------------- |
| 1    | WWU Baskets Münster     | 22 | 21 | 1  | 42   | 1964 | 1632 | 332  | Playoffs      |
| 2    | SBB Baskets Wolmirstedt | 22 | 15 | 7  | 30   | 1889 | 1724 | 165  | Playoffs      |
| 3    | ART Giants Düsseldorf   | 22 | 14 | 8  | 28   | 1863 | 1746 | 117  | Playoffs      |
| 4    | SC Rist Wedel           | 22 | 13 | 9  | 26   | 1804 | 1723 | 81   | Playoffs      |
| 5    | EN Baskets Schwelm      | 22 | 12 | 10 | 24   | 1819 | 1728 | 91   | Playoffs      |
| 6    | BSW Sixers              | 22 | 11 | 11 | 22   | 1716 | 1651 | 65   | Playoffs      |
| 7    | Iserlohn Kangaroos      | 22 | 11 | 11 | 22   | 1793 | 1795 | -2   | Playoffs      |
| 8    | TKS 49ers               | 22 | 11 | 11 | 21   | 1549 | 1547 | 2    | Playoffs      |
| 9    | Lok Bernau              | 22 | 8  | 14 | 16   | 1734 | 1828 | -94  |               |
| 10   | Dragons Rhöndorf        | 22 | 7  | 15 | 14   | 1659 | 1834 | -175 |               |
| 11   | RheinStars Köln         | 22 | 7  | 15 | 14   | 1751 | 1810 | -59  |               |
| 12   | ETV Hamburg             | 22 | 2  | 20 | 4    | 1586 | 2109 | -523 |               |

#### Sul
| Pos. | Clube                         | J  | V  | D  | Pts. | PF   | PC   | Dif. | Classificação |
| ---- | ----------------------------- | -- | -- | -- | ---- | ---- | ---- | ---- | ------------- |
| 1    | Dresden Titans                | 22 | 19 | 3  | 38   | 1858 | 1671 | 187  | Playoffs      |
| 2    | EPG Baskets Koblenz           | 22 | 16 | 6  | 32   | 1642 | 1498 | 144  | Playoffs      |
| 3    | Basketball Löwen              | 22 | 14 | 8  | 28   | 1799 | 1721 | 78   | Playoffs      |
| 4    | Orange Academy                | 22 | 14 | 8  | 28   | 1832 | 1682 | 150  | Playoffs      |
| 5    | Ahorn Camp BIS Baskets Speyer | 22 | 12 | 10 | 24   | 1749 | 1714 | 35   | Playoffs      |
| 6    | TSV Oberhaching               | 22 | 11 | 11 | 22   | 1713 | 1720 | -7   | Playoffs      |
| 7    | BBC Coburg                    | 22 | 10 | 12 | 20   | 1758 | 1832 | -74  | Playoffs      |
| 8    | Ebbecke White Wings Hanau     | 22 | 10 | 12 | 20   | 1589 | 1676 | -87  | Playoffs      |
| 9    | Fraport Skyliners Junior      | 22 | 10 | 12 | 20   | 1725 | 1745 | -20  |               |
| 10   | Depant Gieẞen 46ers II        | 22 | 9  | 13 | 18   | 1827 | 1836 | -9   |               |
| 11   | Arvato College Wizards        | 22 | 4  | 18 | 8    | 1631 | 1792 | -161 |               |
| 12   | FC Bayern München II          | 22 | 3  | 19 | 6    | 1488 | 1724 | -236 |               |
| 13   | scanplus baskets Elchingen    |    |    |    |      |      |      |      |               |

## Playoffs

### Oitavas de finais
| Time 1                  | Série | Time 2                        | 1º Jogo | 2º Jogo | 3º Jogo |
| ----------------------- | ----- | ----------------------------- | ------- | ------- | ------- |
| WWU Baskets Münster     | 2 - 0 | Ebbecke White Wings Hanau     | 81 - 72 | 93 - 58 | -       |
| Orange Academy          | 2 - 1 | EN Baskets Schwelm            | 79 - 70 | 61 - 74 | 99 - 84 |
| EPG Baskets Koblenz     | 2 - 1 | Iserlohn Kangaroos            | 73 - 70 | 61 - 73 | 68 - 63 |
| ART Giants Düsseldorf   | 2 - 1 | TSV Oberhaching               | 76 - 64 | 54 - 62 | 81 - 79 |
| Dresden Titans          | 2 - 0 | TKS 49ers                     | 79 - 67 | 72 - 59 | -       |
| SC Rist Wedel           | 2 - 1 | Ahorn Camp BIS Baskets Speyer | 87 - 80 | 80 - 81 | 70 - 69 |
| SBB Baskets Wolmirstedt | 2 - 0 | BBC Coburg                    | 75 - 74 | 86 - 83 | -       |
| Basketball Löwen        | 0 - 2 | BSW Sixers                    | 74 - 92 | 60 - 83 | -       |

### Quartas de finais
| Time 1                  | Série | Time 2                | 1º Jogo | 2º Jogo  | 3º Jogo |
| ----------------------- | ----- | --------------------- | ------- | -------- | ------- |
| WWU Baskets Münster     | 0 - 2 | Orange Academy        | 55 - 70 | 89 - 105 | -       |
| EPG Baskets Koblenz     | 1 - 2 | ART Giants Düsseldorf | 66 - 75 | 78 - 64  | 79 - 82 |
| Dresden Titans          | 2 - 1 | SC Rist Wedel         | 80 - 68 | 80 - 88  | 95 - 74 |
| SBB Baskets Wolmirstedt | 2 - 1 | BSW Sixers            | 93 - 66 | 66 - 68  | 82 - 64 |

### Semifinais
| Time 1         | Série | Time 2                  | 1º Jogo | 2º Jogo  | 3º Jogo |
| -------------- | ----- | ----------------------- | ------- | -------- | ------- |
| Orange Academy | 1 - 2 | ART Giants Düsseldorf   | 67 - 82 | 102 - 85 | 71 - 86 |
| Dresden Titans | 2 - 0 | SBB Baskets Wolmirstedt | 90 - 80 | 71 - 61  |         |

### Finais
| Time 1                | Agregado  | Time 2         | 1º Jogo | 2º Jogo |
| --------------------- | --------- | -------------- | ------- | ------- |
| ART Giants Düsseldorf | 150 - 161 | Dresden Titans | 79 - 75 | 71 - 86 |

## Promoção e rebaixamento

### Promovidos para aPro A
- Dresden Titans [2]
- ART Giants Düsseldorf

## Playoffs de rebaixamento

### Norte
| Pos. | Clube            | J | V | D | Pts. | PF  | PC  | Classificação                 |
| ---- | ---------------- | - | - | - | ---- | --- | --- | ----------------------------- |
| 1    | Dragons Rhöndorf | 5 | 4 | 1 | 8    | 457 | 380 | Permanência                   |
| 2    | Lok Bernau       | 5 | 3 | 2 | 6    | 441 | 418 | Permanência                   |
| 3    | RheinStars Köln  | 5 | 3 | 2 | 6    | 385 | 370 | Rebaixado para a Regionalliga |
| 4    | ETV Hamburg      | 5 | 0 | 6 | 0    | 406 | 521 | Rebaixado para a Regionalliga |

### Sul
| Pos. | Clube                    | J | V | D | Pts. | PF  | PC  | Classificação                 |
| ---- | ------------------------ | - | - | - | ---- | --- | --- | ----------------------------- |
| 1    | Arvato College Wizards   | 3 | 2 | 1 | 4    | 238 | 218 | Permanência                   |
| 2    | Depant Gieẞen 46ers II   | 3 | 2 | 1 | 4    | 322 | 308 | Permanência                   |
| 3    | Fraport Skyliners Junior | 4 | 2 | 2 | 4    | 304 | 300 | Rebaixado para a Regionalliga |
| 4    | FC Bayern München II     | 3 | 1 | 2 | 2    | 216 | 254 | Rebaixado para a Regionalliga |

## Artigos relacionados
- Bundesliga
- 2.Bundesliga ProA
- Regionalliga
- Seleção Alemã de Basquetebol